# Flash Gordon (serial cinematografico)
Flash Gordon è un serial cinematografico del 1936 diretto da Frederick Stephani e Ray Taylor (non accreditato), prodotto dalla Universal e basato sulla striscia a fumetti di fantascienza Flash Gordon ideata da Alex Raymond due anni prima. Fu il primo serial di fantascienza e quello rimasto più celebre. Narra la storia della prima visita di Flash Gordon al pianeta Mongo e il suo incontro con il malvagio imperatore Ming lo spietato.
Composto di 13 episodi della durata di circa 20 minuti l'uno, era concepito con l'intento di riguadagnare l'interesse del pubblico adulto per i serial. Ebbe due seguiti, Flash Gordon alla conquista di Marte (1938) e Flash Gordon - Il conquistatore dell'universo (1940), sempre interpretati dall'attore Buster Crabbe.

## Capitolo primo: Il pianeta pericoloso

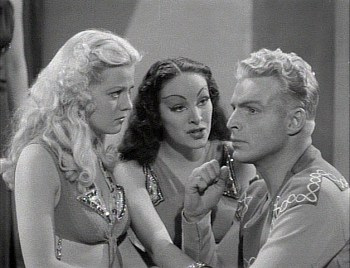
Dale Arden (Jean Rogers), la principessa Aura (Priscilla Lawson) e Flash Gordon (Buster Crabbe) in una scena.

Un misterioso mondo proveniente dall’universo è in rotta di collisione con la Terra, minacciando di distruggerla e provocando caos e rivolte in tutto il globo. Il campione di polo Flash Gordon e Dale Arden dopo essersi paracadutati dall’aereo in cui erano a bordo, distrutto da dei meteoriti, salgono a bordo del razzo progettato dal Dr. Zarkov, in un folle tentativo di raggiungere il pianeta e dirottarlo dalla sua traiettoria.
Scagliati nello spazio infinito, atterrano sul pianeta Mongo e cadono nelle grinfie dello spietato Imperatore Ming, che prontamente imprigiona Zarkov nel suo laboratorio e poi, vinto dalla bellezza di Dale, decide di sposarla e condanna Flash a combattere con i feroci uomini scimmia nell'arena. Nonostante abbia vinto e gli spetti la vita, Ming fa cadere con una botola Flash con Aura nel tunnel del terrore, popolato da draghi.

## Capitolo secondo: Il tunnel del terrore
Flash, aiutato da Aura,esce dal tunnel e si nasconde nell’aereo-razzo di Zarkov quando i giroscopi degli uomini leone attaccano il palazzo di Ming, dove Dale e Zarkov sono tenuti prigionieri. Temendo per i suoi amici, Flash attacca i giroscopi e abbatte quello pilotato dal loro capo, il principe Thun.
Saputo che Flash è un nemico di Ming, Thun promette di aiutarlo, e attraverso un passaggio segreto entrano nel palazzo e apprendono che Dale, in stato di ipnosi, sta per sposarsi con Ming. Flash, cercando di raggiungere il luogo del matrimonio, corre a capofitto nel tunnel del terrore. Viene però fermato da un drago di Mongo che lo stritola con le sue chele, quando Thun lo uccide con un fucile a raggi e lo salva.

## Capitolo terzo: Prigionieri degli uomini squalo
Flash interrompe la cerimonia del matrimonio scagliando il grande idolo in mezzo allo stupore generale dei partecipanti, salvando poi Dale e , con l’aiuto di Thun che copre la loro fuga, scappano dal tempio. Mentre fuggono, Ming li fa precipitare con una botola nella città sottomarina degli uomini squalo e fa poi chiamare Kala, re degli uomini squalo, chiedendo di restituirgli i prigionieri. Flash, cercando di impedirlo, combatte e sconfigge Kala che si vendica intrappolando Flash in una camera stagna piena d’acqua.

## Capitolo quarto: Lotta contro il mostro marino
Aura libera Flash dalla camera stagno (in cui era stato rinchiuso e costretto a lottare con una piovra gigante) e poi tenta di ingannare Flash facendogli credere che Thun e Dale sono fuggiti e li hanno preceduti e arrivati nel palazzo di Ming.
Ma la vendicativa Aura distrugge il pannello di controllo che, per attrazione magnetica, tiene il palazzo di Kala al sicuro sotto l'acqua (controllando la fornitura d'aria e la pressione dell'acqua) e Flash, sospettoso, si precipita nella sala del trono dove trova Dale e Thun capendo di essere stato ingannato. Quando tutto sembra perduto, Ming viene informato dell’accaduto, e prima che il palazzo venga inondato d’acqua la città viene salvata da morte certa.

## Capitolo quinto: Il raggio distruttore
Con un potente campo elettrico, Ming fa riemergere dall’acqua l’ormai condannata città degli uomini squalo , salvando Flash, Dale, Thun e la Principessa Aura che tentano di raggiungere il regno degli uomini leone, ma vengono attaccati dagli uomini falco che portano prigionieri Dale e Thun sulla loro città nel cielo al cospetto di 	Vultan.
Nel frattempo, Zarkov e il principe Barin, vero successore al trono di Mongo, stringono un'alleanza e, dopo aver salvato Flash e Aura volano a bordo della nave spaziale di Barin verso la città degli uomini falco, dove Thun è costretto a spalare il radio nelle potenti fornaci atomiche del palazzo, mentre Dale viene terrorizzata da re Vultan.

## Capitolo sesto: La tortura del fuoco
Appena il loro razzo atterra nella città celeste, Flash, Barin, Zarkov e Aura vengono fatti prigionieri dal re Vultan, che prontamente manda a lavorare Zarkov nel suo laboratorio, mentre Flash e Barin sono costretti insieme a Thun ad alimentare i forni atomici con il radio, la cui energia tiene sospeso il regno degli uomini falco.
La Principessa Aura, determinata a sposare Flash, inganna Dale facendole credere che la vita di Gordon dipenda da lei e che l’unico modo per salvarlo è fingere di amare Re Vultan. Col cuore spezzato, Dale
acconsente. Vultan, per vedere se veramente la terrestre non prova più niente per Flash, la conduce nella stanza delle torture dove il terrestre viene torturato con l’elettricità.

## Capitolo settimo: Destino infranto
Quando Dale vede Flash torturato con raggi elettrici tradisce il suo amore per lui, quindi Vultan lo manda prontamente alle fornaci atomiche e ordina a Zarkov di collegare un filo ad alta tensione al polso di Gordon. Ma lo scienziato collega il cavo invece alla sua pala, sperando di aiutarlo a fuggire.
Nel frattempo l'imperatore Ming giunge con la sua flotta aerea nel regno di Vultan, e chiede il ritorno di sua figlia, la principessa Aura e la sua promessa sposa, Dale Arden, quando Flash, agendo secondo le istruzioni di Zarkov, lancia la pala caricata d’elettricità nelle fornaci facendole esplodere.

## Capitolo ottavo: Il torneo della morte
Flash e Thun vengono condannati a morte di fronte a un plotone di esecuzione dopo aver distrutto le fornaci atomiche che sostenevano il regno di Vultan, quando Zarkov li salva rivelando di aver scoperto dei raggi di emergenza che riuscirà a evitare la pericolosa caduta della città del cielo, e che accetterà di divulgare il segreto e salvare la città di Vultan se il re libererà i suoi amici.
Vultan accetta e Zarkov, come promesso , salva il suo regno prima che venga distrutto. Ma Ming disputa il diritto del re del cielo di liberare i prigionieri, e insiste affinché Flash si guadagni la sua libertà in combattimento con un gladiatore incappucciato. Quando Flash smaschera il suo avversario e scopre che stava combattendo contro il suo amico, il principe Barin , l'infuriato Ming ordina a Flash di combattere nell’arena con un gorilla di Mongo. Aura, saputo dal sacerdote il modo con cui è possibile uccidere il mostro, lo rivela a Flash e con una lancia lo uccide.

## Capitolo nono: Lotta contro il drago di fuoco
Furioso per l’uccisione del gorilla di Mongo da parte di Flash ma vedendo la possibilità di ottenere lui, Vultan e gli altri in suo potere, Ming promette di dichiarare un giorno di festa nel suo palazzo, in cui a Flash e Barin sarà data la libertà e una sposa di loro scelta. Nonostante questa promessa, Ming ordina al Sommo Sacerdote, sotto pena di morte, di liberarlo dall'uomo della Terra. Il furbo Gran Sacerdote cospira con la Principessa Aura, e dopo aver dato a Flash le gocce dell'oblio ordina alle guardie di portare Flash, attraverso il Tunnel del Terrore, alla dimora del Drago dal Sacro Fuoco. Ma il Sacerdote la tradisce e con un gong sveglia il drago.

## Capitolo decimo: Il pericolo invisibile
Realizzando lo schema diabolico di Ming per liberarsi di Flash, il sommo sacerdote, nascondendo ad Aura la sua vera ragione, cospira con lei per dare a Flash le gocce dell'oblio. Ma una volta giunti nel Tunnel del Terrore il drago si sveglia, quando arriva Zarkov che con una bomba lo uccide. Aura quindi riferisce a Ming che ora, mentre Flash non è in grado di ricordare, è il momento per lei di sposarlo. Ming ordina a Flash di scegliere la sua sposa, e nella sua condizione di amnesia , incapace di ricordare Dale, viene portato via da Aura. Vultan accusa Ming di tradimento e viene imprigionato, ma Zarkov, Dale e Barin salvano Flash dalla perfida Aura, e Zarkov riesce a ripristinare la sua memoria. Proprio in quel momento, le guardie irrompono nel laboratorio con l’ordine di fucilare Flash. Ma mentre sta per essere ucciso, scompare sotto i loro occhi.

## Capitolo undicesimo: Negli artigli del Trigon
Grazie alla macchina che rende invisibili creata da Zarkov, Flash riesce a salvarsi da morte certa. Approfittando della sua invisibilità,  libera Vultan dalla sua prigione sotterranea e si precipita con lui nel laboratorio. Zarkov, nel frattempo, è riuscito a contattare la Terra, e la gente della terra, desiderosa di fuggire da Mongo, decide di intraprendere l'impresa di ritorno.
Mentre Barin e Dale stanno di guardia alla macchina dell’invisibilità, Flash e Zarkov, aiutati da Vultan, caricano l’aereo-razzo. Ma Aura, che li aveva spiati, rivela tutto a Ming che manda dei soldati per impedire la loro partenza. Barin , temendo per la sicurezza di Dale , la nasconde nei sotterranei del palazzo. 
Quando gli altri tornano in laboratorio pensano che siano stati catturati dall’Imperatore, ma poi arriva il principe che dice il nascondiglio di Dale. Nello stesso momento irrompono i soldati imperiali venuti a rapire Gordon, ma quest’ultimo li sconfigge tutti, ma l’effetto della macchina che rende invisibili svanisce e Flash ritorna normale.
Nel frattempo, sotto il palazzo, Dale viene aggredita dal Trigon, una tigre di Mongo che Aura aveva liberato per rintracciarla. Ma Flash arriva in tempo e la uccide.

## Capitolo dodicesimo: Prigionieri nella torre
Quando Ming ordina di catturare i terrestri viene ostacolato da Barin e Aura, allora l'astuto Ming cambia tattica e dichiara la gente della Terra libera di tornare a casa. Flash e Dale si affrettano da Zarkov con la buona notizia, ma lo trovano abbattuto accanto alla macchina dell’invisibilità distrutta dalle guardie dell’imperatore.
Non fidandosi di Ming, Vultan invita i terrestri alla sua città celeste, e Barin si offre di prenderli nella sua navicella spaziale. Le sue spie riferiscono il piano dei terrestri a Ming. E quando Flash e i suoi amici, inclusa Aura, si affrettano ad incontrarsi nel palazzo scelto per l’incontro, un razzo simile a quello di Barin li colpisce provocando una frana ma i terrestri riescono a salvarsi dentro la torre.

## Capitolo tredicesimo: Ritorno sulla Terra
Le guardie di Ming catturano Barin e, usando il suo razzo, colpiscono i terrestri insieme a Vultan e Aura che però fuggono da una botola. L’imperatore, credendoli morti, pensa di aver eliminato Flash una volta per tutte.
Nel frattempo, mentre Gordon e gli altri attraversano i sotterranei della torre, incontrano Barin in catene condotto dai soldati dell’Imperatore. Ma Flash sorprende le guardie e riesce a stenderle, liberando Barin e fuggendo insieme a lui nel laboratorio del palazzo imperiale. 
Ming viene però avvisato della loro fuga e ordina di catturarli, ma le guardie vengono ostacolate da Zarkov che li fulmina con un campo elettrico. 
Nonostante questa difesa, i soldati riescono a staccare i generatori di energia ed entrare quando i giroscopi di Thun attaccono il palazzo. Intanto, i terrestri e gli altri vengono catturati e portati al cospetto di Ming. 
Anche se all’inizio la flotta aerea dell’Imperatore sembra sopraffare quella degli uomini leone, il loro esercito riesce a invadere la reggia. Nel trambusto provocato dalla lotta Ming ne approfitta per fuggire, inseguito da Flash, Barin e Thun.
L’imperatore, ormai perduto, raggiunge il Sommo Sacerdote, chiedendo di aprirgli le porte del tempio sacro al dio Thao e sperando di trovare salvezza dalla rovina al suo interno, vi entra ma invece trova la morte tra le fiamme. 
Zarkov riesce a contattare il padre di Flash e comunicargli della loro prossima partenza, ma durante la trasmissione vengono spiati dal Gran Sacerdote che ascolta tutto. 
Vengono poi convocati da Aura, ora divenuta imperatrice, che chiede a loro di rimandare la partenza, ma rifiutano poiché quello che hanno imparato su Mongo servirà per il progresso della Terra. 
Subito dopo la loro partenza, il Sommo Sacerdote rivela a Barin e Aura di aver messo di nascosto a bordo dell’aereo-razzo una bomba che esploderà tra poco. 
Barin riesce ad avvisare per via radio Flash della presenza della bomba, e per miracolo riesce a trovarla e buttarla fuori prima che sia troppo tardi. E finalmente, dopo tante avventure, Flash, Dale e Zarkov tornano sulla loro amata Terra e proclamati eroi dello spazio.

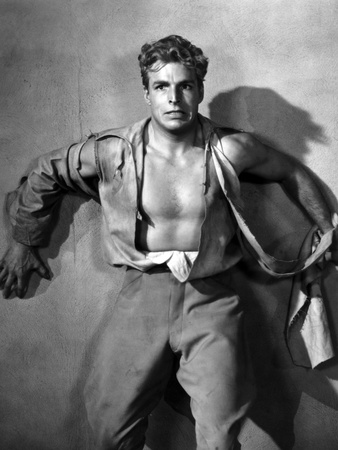
Flash Gordon.

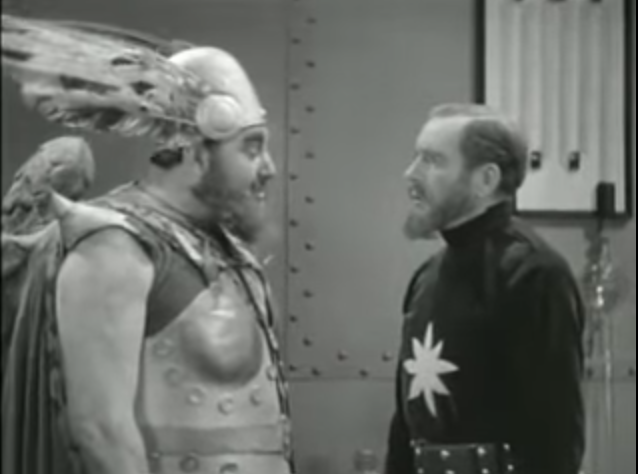
Il principe Vultan e il dott. Zarkov.

## Produzione
Il serial ebbe un costo altissimo per l'epoca, con stime che variano notevolmente, da oltre un milione di dollari a 350 000 dollari.
Le scene in esterni, come i primi passi dell'equipaggio terrestre su Mongo, furono girate nel Bronson Canyon, una sezione del Griffith Park a Los Angeles sfruttata da molti film.
Numerosi elementi vennero riciclati da precedenti produzioni della Universal. I set della torre di guardia di Frankenstein (1931) appaiono in numerosi interni nel palazzo di Ming. La statua egizia da La mummia (1932) divenne l'idolo del Grande Dio Tao. Il set del laboratorio è una ripresa della Luna che scorre mentre passa il razzo di Zarkov che ritorna dallo Spazio; proviene da Il raggio invisibile (1936). La nave razzo di Zarkov e scene di danzatori che scavalcano un gigantesco idolo furono riutilizzate da Just Imagine (1930). L'attacco di Ming alla Terra usava metraggi da vecchi notiziari muti. Fu utilizzato un intero segmento di danza da The Midnight Sun (1926) e parecchio equipaggiamento da laboratorio viene da La moglie di Frankenstein (1935), da cui furono riciclate anche della musiche, come pure da numerosi altri film, tra cui Bombay Mail, The Black Cat (entrambi del 1934), e L'uomo invisibile (1933).
Crash Corrigan, in seguito celebre interprete di altri serial, indossando un costume da gorilla modificato appare nel ruolo di "Orangopoid".

## Distribuzione

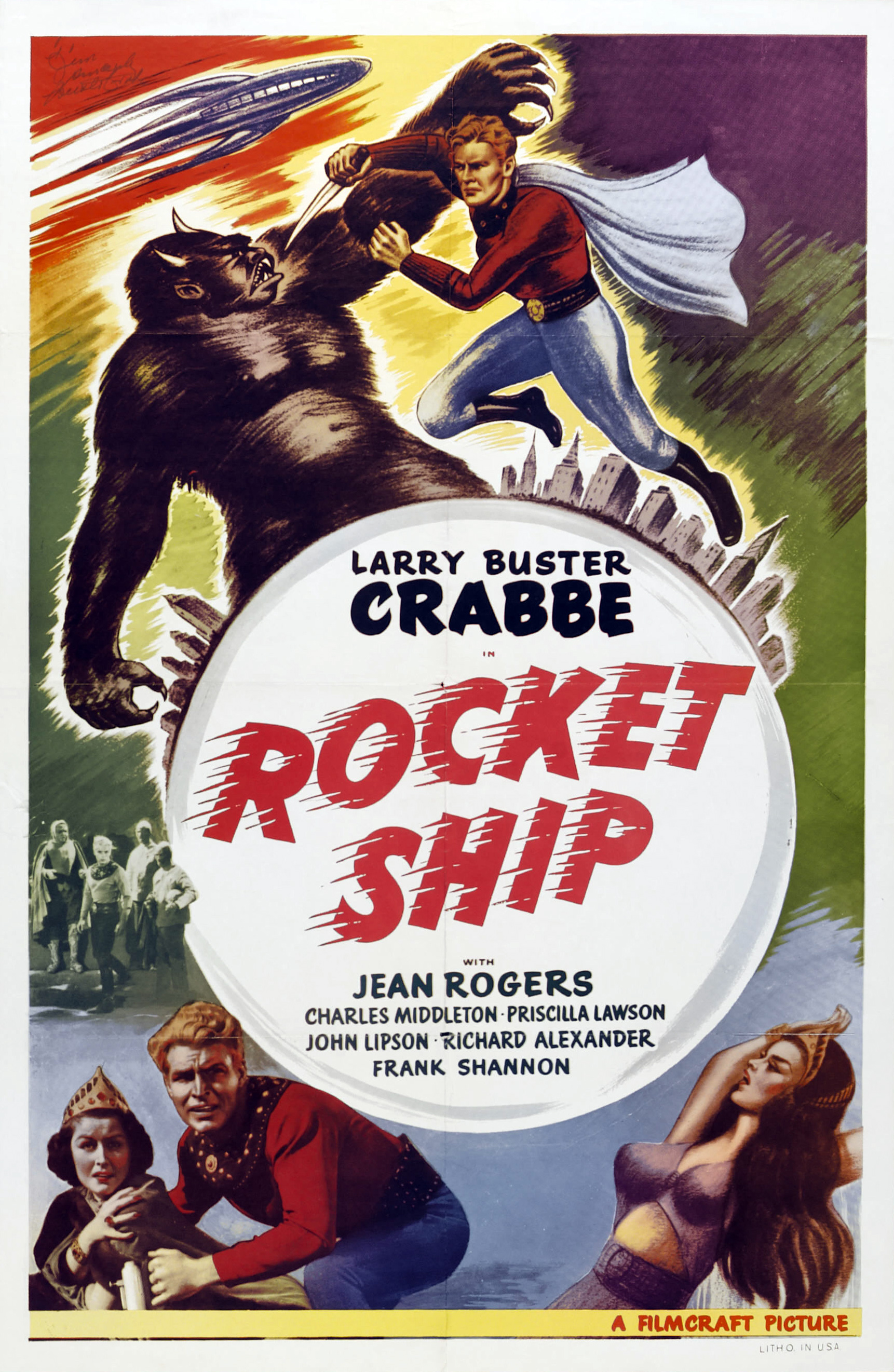
Locandina per Rocket Ship

Il serial era costituito da 13 episodi (di circa 20 minuti), ognuno dei quali veniva proiettato per una settimana nello stesso cinema. La conclusione di ogni episodio era caratterizzata dal cliffhanger, ovvero dal finale aperto, in sospeso, per invitare il pubblico a tornare al cinema anche la settimana successiva.
Il serial cinematografico fu in seguito distribuito come lungometraggio in una versione ridotta di 72 minuti nel 1936, riedita nel 1949 col titolo Rocket Ship. Una differente versione ridotta del serial, di 90 minuti, fu venduta alla televisione nel 1966 col titolo Spaceship to the Unknown.  Quando fu trasmesso in syndication in TV negli anni cinquanta, il serial fu ribattezzato Space Soldiers, per non essere confuso con la nuova serie tv Flash Gordon del 1954, a sua volta trasmessa in syndication.

## Promozione
Flash Gordon era concepito con l'intenzione di riguadagnare l'interesse del pubblico adulto per i serial: fu proiettato in grandi teatri delle principali città degli Stati Uniti e numerosi giornali, anche tra quelli che non pubblicavano le strisce di Flash Gordon, contenevano nelle pagine dedicate all'intrattenimento storie a mezza pagina o tre quarti di pagina con disegni di Alex Raymond e fotogrammi dal film.

## Accoglienza
Flash Gordon, considerato il primo vero e proprio serial di fantascienza (benché anche precedenti serial contenessero elementi fantascientifici come gadget), riscosse un buon successo. Sei dei 14 serial prodotti nei successivi cinque anni furono di fantascienza, incluso Buck Rogers.

### Critica
"Il primo serial ispirato alle avventure di Flash Gordon" - scrive Fantafilm - "ricalca (almeno nei primi sei o sette episodi) con fedeltà le vicende del fumetto. [...] Gli stessi attori sembrano scelti per la loro somiglianza ai personaggi delle vignette [...] È il "cattivo" a risultare più convincente: lo spietato Ming [...] incarna il temuto "pericolo giallo" e Charles Middleton gli presta il volto cesellando una icona che ancora resiste nella memoria dello spettatore. [...] È senza dubbio il serial di fantascienza più popolare e che meglio ha resistito al trascorrere degli anni."

## Premi e riconoscimenti
Nel 1996 Flash Gordon è stato scelto per essere conservato nel National Film Registry della Biblioteca del Congresso degli Stati Uniti.

## Seguiti e rifacimenti
La Universal diede al serial due seguiti, sempre interpretati dall'attore Buster Crabbe: Flash Gordon alla conquista di Marte (Flash Gordon's Trip to Mars, 1938) e Flash Gordon - Il conquistatore dell'universo (Flash Gordon Conquers the Universe, 1940). Il personaggio ebbe in seguito varie serie televisive a partire da quella del 1954, per tornare al cinema col titolo omonimo del 1980.